# ليمان ريد بليك
ليمان ريد بليك (بالإنجليزية: Lyman Reed Blake)‏ هو مخترِع أمريكي، ولد في 24 أغسطس 1835 في ماساتشوستس في الولايات المتحدة، وتوفي في 3 أكتوبر 1883.

## وصلات خارجية
- ليمان ريد بليك على موقع الموسوعة البريطانية (الإنجليزية)